# Điện ảnh Nga
Điện ảnh Nga (tiếng Nga: Кинематограф России) bắt đầu từ thời Đế quốc Nga, phát triển qua thời Liên Xô và sau khi Liên Xô sụp đổ, nền điện ảnh Nga đã nhận được sự công nhận quốc tế. Trong thế kỷ XXI, điện ảnh Nga bắt đầu nổi tiếng quốc tế với các phim giành được sự chú ý như Tuần đêm, Tuần ngày và đặc biệt là Hai anh em.

## Lịch sử hình thành và phát triển

### Điện ảnh Đế quốc Nga
Những bộ phim đầu tiên được xem ở Đế quốc Nga đã được anh em nhà Lumière trình diễn phim tại các thành phố Moskva và Sankt-Peterburg vào tháng 5 năm 1896. Trong cùng tháng đó, người quay phim của Lumière tên là Camille Cerf đã làm bộ phim đầu tiên ở Nga, ghi lại cảnh đăng quang của Nga hoàng Nikolai II tại điện Kremli.
Aleksandr Drankov đã sản xuất bộ phim tường thuật đầu tiên của Nga Stenka Razin dựa trên các câu truyện dân gian, do Vladimir Romashkov làm đạo diễn. Năm 1910, Ladislas Starevich cho ra mắt bộ phim hoạt hình đầu tiên của Nga có tựa đề '''Lucanus Cervus''', được Sa Hoàng phong tặng huân vào năm 1911, và vẫn tiếp tục làm thêm nhiều phim hoạt hình khác cho đến khi Cách mạng Tháng Mười Nga bùng nổ vào năm 1917, Starevich đã di cư sang Pháp.
Năm 1912, phim trường Khanzhonkov được khánh thành, và đạo diễn Ivan Mozzhukhin đã làm nên bộ phim truyện đầu tay của ông tại đây, có tựa là Oborona Sevastopolya ("The Defense of Sevastopol"). Cùng năm này, bộ phim Nga liên quan đến Đức mang tựa Ukhod Velikovo Startsa ("Departure of the Grand Old Man") được công chiếu, đã đưa tên tuổi của đạo diễn tài ba Yakov Protazanov đến với thế giới. Đây cũng là một bộ phim tiểu sử nổi tiếng nói về cuộc đời của đại thi hào Lev Tolstoy. Bản thân Sa Hoàng Nga cũng đã tự tay làm một số phim gia đình ngay tại cung điện, cũng như bổ nhiệm một nhà điện ảnh làm cố vấn. Mặc dù vậy, Sa Hoàng cũng tỏ thái độ ủng hộ một ý kiến được viết vào năm 1913 về điện ảnh: "một vật phẩm trống rỗng... thậm chí còn có thế gây hại... ngu ngốc... chúng ta không nên bộc lộ sự quan tâm và quan trọng thái quá cho những thứ vặt vãnh, vớ vẩn này".
Thế Chiến I nổ ra năm 1914 đã gây ra không ít thay đổi cho nền điện ảnh Nga. Việc nhập khẩu phim trong nước bị sụt giảm nghiêm trọng, đặc biệt là các bộ phim của Đức cùng đồng minh đều biến mất khỏi thị trường Nga. Các nhà làm phim trong nước gần như ngay lập tức quay sang quan điểm bài Đức và bắt tay vào làm các bộ phim chứa đậm tư tưởng ái quốc. Các bộ phim này thường được sản xuất trong tình trạng vô cùng hấp tấp, thậm chí vừa quay vừa viết tiếp kịch bản. Kết quả là trong năm 1916, Nga đã sản xuất ra 499 bộ phim, hơn gấp 3 lần sản lượng của 3 năm trước đó, với thời lượng của các bộ phim cũng dài hơn. Trong khi đó, các đồng minh của Nga bắt đầu nhập khẩu về một số tác phẩm nổi bật, bao gồm các bộ phim của Protazanov và Yevgeni Bauer_một bậc thầy của dòng phim tâm lý, đồng thời cũng là người có sức ảnh hưởng toàn cầu, bao gồm cả ngành công nghiệp điện ảnh Mỹ. Bất lợi hơn nữa, các hãng phim Nga bị cấm đưa tên tuổi các nhà quay phim lên màn hình, khiến các tư liệu chiến tranh phải được nhập khẩu từ Pháp và Anh. Đồng thời, Hội đồng Skobolex cũng được chính phủ thành lập nhằm giám sát việc làm phim thời sự và các bộ phim tuyên truyền.
Sa Hoàng Nicholas II đã tiến cử một số trợ lý đặc biệt cho nhà làm phim của "The Defence of Sevastopol" và một số phim tương tự, nhưng điện ảnh Nga trong thời kỳ này  vẫn thiếu một nguồn tài trợ đủ lớn của chính phủ, hay nhận được sự điều hành và quản lý thích đáng. Tất cả chỉ có một số luật liên quan đến việc kiểm duyệt phim trên tầm cấp độ quốc gia như việc cấm làm phim về những nhân vật Sa Hoàng trong các bộ phim lớn, nhưng đại đa số các nhà làm phim lại được tự do sản xuất phim phục vụ quần chúng; các quan chức địa phương có lẽ là những người có trách nhiệm quản lý trong việc kiểm duyệt và cấm phát hành phim nghiêm ngặt nhất của thời kỳ này. Thể loại phim trinh thám và nhiều dạng phim mêlô khác (melodrama - thể loại phim sử dụng lối thể hiện cường điệu, thái quá) cũng rất được ưa chuộng trong thời kỳ này.

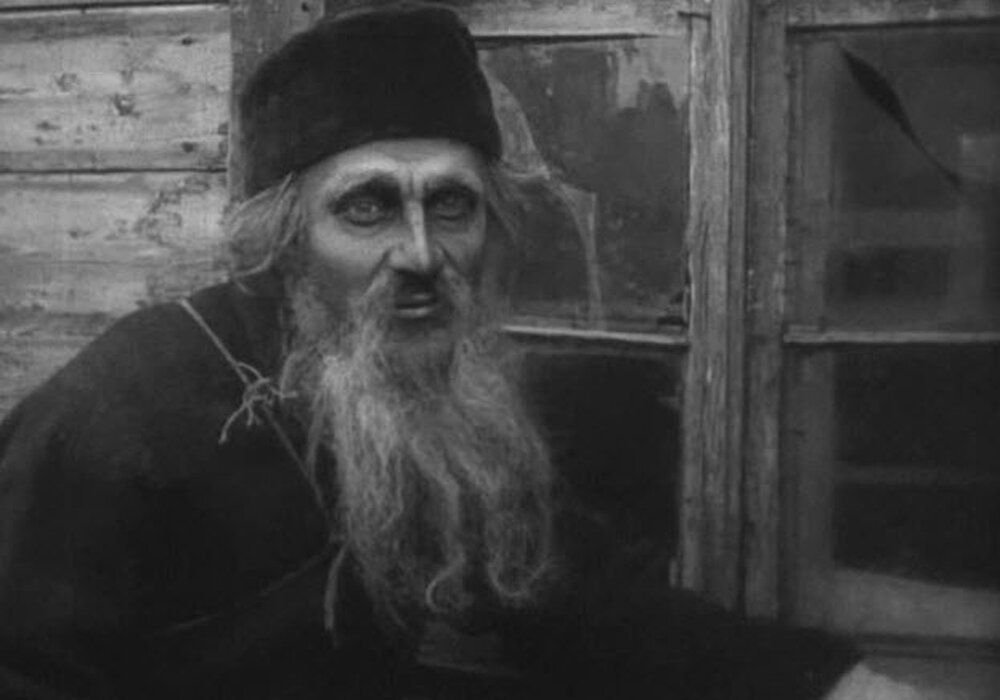
Ivan Mozzhukhin, 1917

Mỉa mai thay, bộ phim quan trọng cuối cùng của Đế quốc Nga được hoàn thành vào năm 1917, Father Sergius (Otets Sergii), đã trở thành bộ phim được xuất xưởng đầu tiên dưới thời kỳ của đất nước Xô Viết mới, của nền điện ảnh Liên Xô.
Khi cuộc Cách mạng Tháng Hai Nga bùng nổ đến cao trào giữa tâm điểm của Chiến tranh Thế giới, cùng với việc nhân dân quay sang bài xích phong kiến, các nhà sản xuất phim bắt đầu ra mặt và sản xuất ra nhiều bộ phim chống đối Sa Hoàng Nga. Trong khi đường phố Nga vắng bóng người qua lại thi những tác phẩm này, cùng với lượng phim trinh thám và phim mêlô như thường lệ, đã lôi kéo được hầu hết các nhà cách mạng lấp đầy các rạp chiếu bóng lúc bấy giờ. Tuy nhiên sau đó, việc cơ sở hạ tầng bị tàn phá nặng nề bởi chiến tranh, cùng nền kinh tế kiệt quệ, phim ảnh Xô Viết địa phương lấy đề tài nông thôn áp đảo doanh thu, và sự ác cảm của công nghiệp điện ảnh với Chủ nghĩa Cộng sản đã khiến cho nền công nghiệp phim ảnh Nga chết dần ngay thời điểm Lênin, vào ngày 8/11/1917 khai sinh ra một đất nước mới, nước Cộng Hoà Xã hội Liên Bang Xô Viết Nga.
Mặc dù vấp phải sự đối đầu gay gắt từ các nhà sản xuất từ Pháp, Mỹ, Đức, Đan Mạch, Anh và Ý vì lý do chính trị, nhưng nền kinh tế nội địa của Nga trong 5 năm tiếp theo đó vẫn có những bước tiến vượt bậc. Chỉ tính riêng năm 1918, đã có 129 bộ phim Nga được ra đời (mặc dù đa số thời lượng của các bộ phim này tương đối ngắn).

### Điện ảnh Liên Xô
Nền điện ảnh của Liên Bang Xô viết, thường bị nhầm lẫn sang Điện ảnh Nga bởi các phim tiếng Nga chiếm phần lớn trong cả hai nền điện ảnh, bao gồm cả các phim được công chiếu trong Liên Bang Xô Viết mang văn hoá, ngôn ngữ, lịch sử tiền Xô Viết (thời Sa hoàng), mặc dù thường bị thay đổi ít nhiều nội dung bởi chính quyền Trung ương. Các nền điện ảnh nổi tiếng trong giai đoạn này bao gồm Nga, Armenia, Gruzia, Ukraina và ở mức độ thấp hơn là Lithuanian, Belarus, Moldova. Trong thời điểm đó, nền công nghiệp điện cảnh của Liên Xô, được hoàn toàn quốc hữu hoá trong toàn bộ lịch sử Liên Xô, được dẫn dắt bởi các tư tưởng triết học và nhân sinh quan Cộng sản Chủ nghĩa, đã mang đến một cái nhìn mới về điện ảnh, cái nhìn hiện thực Xã hội chủ nghĩa, một sự khác biệt với tất cả các nền điện ảnh trước đó và sau này khi Liên Xô sụp đổ.

### Điện ảnh Nga đương đại
Từ sau khi Liên bang Xô Viết sụp đổ năm 1991, nền điện ảnh Nga đã buộc phải sản xuất được 100-120 phim hàng năm để duy trì sự ổn định, nhưng họ chỉ có thể thu lợi nhuận từ 50-60 phim trong số đó. Bên cạnh đó, họ còn phải hiện đại hóa tất cả các rạp chiếu phim. Ngân sách của Nga năm 2001 dành 700 triệu rúp cho toàn ngành điện ảnh, nhiều hơn 40% so với năm 2000, trong đó  trợ cấp cho các phim truyện chiếm 314 triệu rúp (năm 2000 là 206 triệu rúp), nhưng số tiền đó không đủ, mà là phải gấp 7 lần như thế.
Theo một vài số liệu, năm 2000 Nga dựng được 60 phim truyện nhựa (trong đó 31 phim nhờ hỗ trợ của nhà nước). Đó không phải là ít thậm chí so với thời kỳ Liên Xô cũ: 40 phim tại xưởng Mosphim, 20 phim làm tại xưởng Gorky, và 20 phim tại Len phim.
Theo bộ trưởng văn hóa Liên bang Nga Mikhail Shvydkoi, nhiệm vụ chủ yếu của nhà nước là tạo điều kiện trong đó điện ảnh có thể tự lấy thu bù chi được. Điều đó có nghĩa là chủ thể của hoạt động sáng tạo và kinh tế - xưởng phim - nhận tiền để xây dựng chiến lược và chiến thuật của mình. Tiếp theo, nhà nước có thể hỗ trợ 20% cho tác phẩm điện ảnh hay nhất hoặc cho điện ảnh thiếu nhi, còn 80% còn lại của sản phẩm điện ảnh phải hoàn trả lại tiền chi phí. Chính Bộ Văn hóa có ý định xây dựng cơ chế hoàn trả này. Một số văn bản đã được soạn thảo có thể thay đổi cơ bản tình hình của ngành điện ảnh Nga.
Năm 1997 đạo diễn Aleksei Balabanov dựng phim Brat (Người anh em), và đến năm 2000, công chiếu phần tiếp Brat 2. Đó cũng là phim thành công nhất của Nga trong năm 2000. Thông thường, phần tiếp theo của một bộ phim thành công thường kém chất lượng hơn phần đầu, nhưng ở đây thì "người em" lại mạnh mẽ và thông minh hơn "anh trai" và đạt được thành công về mặt tư tưởng. Aleksei Balabanov đã trình bày trước công chúng hình ảnh một tên giết người chuyên nghiệp với tư cách là nhân vật chính. Để biện hộ cho nhân vật của mình, đạo diễn đã đưa ra tất cả những đặc điểm có thể cho anh ta đôi mắt trong sáng và nụ cười quyến rũ và diễn viên Sergei Bodrov, biến anh ta thành chiến sĩ tham chiến tại Chechnia, và gán cho anh ta một thứ tình cảm anh em hiếm có, và minh oan cho số tiền anh ta có được bằng một mục đích - giúp đỡ người em của người bạn chiến đấu đã chết và gửi anh sang Mỹ.
Phim đã được giới trẻ say mê và gây nhiều tranh cãi trên báo chí. Nhiều nhà phê bình đã đặt một tên nữa cho phim này là "giết người theo kiểu Nga", ám chỉ số lượng xác chết trong phim và mong muốn của nhân vật muốn chứng tỏ chân lý: lẽ phải thuộc về kẻ bắn nhanh hơn. Còn một nguyên nhân nữa giải thích thành công của bộ phim được các nhà báo nhìn thấy là sự thể hiện những yếu tố bài ngoại và chủ nghĩa dân tộc dưới hình thức cô đọng và thông minh. Theo nhà phê bình điện ảnh và xã hội học Daniil Dondurey, một người phê phán bộ phim nói trên, thì bộ phim Brat 2 do những người tài năng làm ra. Và dưới hình thức một trò giải trí thông thường họ đã đưa ra một quan niệm tư tưởng hết sức nghiêm túc, rằng bộ phim là một bản tuyên ngôn, tô vẽ bức tranh toàn diện về thế giới, và đưa ra một sơ đồ đơn giản để giải thích những sự kiện đang xảy ra. Bản chất của quan điểm này là tất cả mọi người đều được phân chia thành của mình, của chúng ta, và xa lạ, không phải chúng ta, tức là kẻ thù. Bộ phim này chiếm vị trí đầu bảng trên thị trường băng hình ở Nga, hàng trăm ngàn băng đã được bán...

## Hãng phim
| - Gorky Film Studio - Lenfilm - Mosfilm - Pilot - Soyuzmultfilm | - Sverdlovsk Film Studio - Trung tâm Hợp tác - Dmitry Kirsanov Studio |

## Thành tựu

### Giải thưởng Điện ảnh
- Giải thưởng Nika

### Liên hoan phim
- Liên hoan phim Quốc tế Moskva
- Liên hoan phim Cửa sổ sang châu Âu
- Liên hoan phim Chính Thống giáo
- Liên hoan phim Sankt-Peterburg
- Liên hoan phim Kinotavr